# Elton John: Never Too Late
Elton John: Never Too Late es un documental de 2024 dirigido por RJ Cutler y David Furnish. Esta coproducción de Disney Branded Television y Rocket Entertainment ofrece una mirada íntima al icónico músico Elton John durante su gira de despedida Farewell Yellow Brick Road. La película combina imágenes de sus conciertos más recientes con fragmentos de actuaciones históricas, extractos de sus diarios personales y material exclusivo que muestra su vida familiar tras bambalinas.
La película tuvo su estreno mundial en el Festival Internacional de Cine de Toronto el 6 de septiembre de 2024. Posteriormente, se estrenó de manera limitada en cines por Walt Disney Studios Motion Pictures en los Estados Unidos y el Reino Unido el 15 de noviembre de 2024, antes de llegar a Disney+ el 13 de diciembre de 2024. En la 97.ª edición de los Premios Óscar, la canción original "Never Too Late", escrita e interpretada por Elton John junto a Brandi Carlile, fue nominada a Mejor Canción Original. Esta nominación marcó la quinta vez que John fue nominado en esta categoría y la primera vez para Carlile.

## Producción y desarrollo
La producción de la película fue anunciada en 2022, inicialmente bajo el título provisional Goodbye Yellow Brick Road: The Final Elton John Performances and the Years That Made His Legend. Disney adquirió los derechos de la película por una suma estimada de $30 millones de dólares. El cambio de título ocurrió después de que Brandi Carlile compusiera la canción original de la película, "Never Too Late", inspirada por un borrador del documental que vio en la casa de Elton John en el sur de Francia, junto con el director David Furnish.

## Lanzamiento
La película tuvo su estreno mundial el 6 de septiembre de 2024 en el Festival Internacional de Cine de Toronto. Posteriormente, se estrenó de manera limitada en cines en los Estados Unidos y el Reino Unido el 15 de noviembre de 2024, antes de llegar a Disney+ el 13 de diciembre de 2024.

## Recepción
En el sitio web de agregación de reseñas Rotten Tomatoes, el 75% de las 40 críticas de los expertos son positivas, con una calificación promedio de 6.3/10. El consenso del sitio dice: "Aunque celebra la vida de Elton John, Never Too Late pasa por alto momentos clave de su carrera, levantando el ánimo sin profundizar realmente". En Metacritic, que usa un promedio ponderado, la película obtuvo una puntuación de 61 sobre 100, basada en 12 críticas, lo que indica "reseñas generalmente favorables".